# プレーベン・エルケーア・ラルセン
プレーベン・エルケーア・ラルセン（Preben Elkjær Larsen, 1957年9月11日 -）はデンマーク出身の元同国代表サッカー選手、サッカー指導者。現役時代のポジションはフォワード（センターフォワード）。屈強な身体を活かしたドリブル突破と左足のシュートが特徴の選手で、「ゴールケア」や「野牛」などの愛称で呼ばれた。1984年にはバロンドールの投票で第3位、1985年には2位となった。

## 経歴
1977年、デンマークのVanløse IFからドイツ・ブンデスリーガ1部の1.FCケルンに移籍した。奥寺康彦とのポジション争いなどもあり主力に定着できず、1年半後にベルギーのジュピラー・プロ・リーグに属するKSCロケレンへ移籍 した。ロケレンで頭角を現し、「ロケレンの狂人」の異名を得た。
1984年、UEFA欧州選手権1984後に、レアルマドリードやACミランとの争奪戦を制し、セリエAのエラス・ヴェローナFCが獲得した。ここでハンス＝ペーター・ブリーゲルらと共にリーグ戦初優勝に導いた。このシーズンのユヴェントス戦では、ユヴェントスDFのタックルによりスパイクが脱げたが、それでもゴールを決め、このゴールはキャリアを代表する印象深い得点の一つとなった。またこのゴールにより、シンデレラというニックネームも付けられた。
1998年に当時デンマーク・スーペルリーガに属していたヴェイレBKに移籍し、1990年に引退した。

## 代表
デンマーク代表としては1977年6月22日に行われたフィンランド代表戦でデビュー。1980年代中盤にはミカエル・ラウドルップと2トップを組み、1984年にフランスで開催されたUEFA欧州選手権1984では2得点をあげてベスト4進出、1986年にメキシコで開催された1986 FIFAワールドカップでは欧州予選で単独トップとなる8ゴールを決め予選突破に貢献すると、本大会でもグループリーグ第2戦のウルグアイ代表戦においてハットトリックを決めるなど4得点をあげて決勝トーナメント進出に貢献した。なお、ワールドカップではベスト16でスペイン代表と対戦し1-5と大敗を喫したが、自身はこの大会で評価を高めた。
その後、1988年に西ドイツで開催されたUEFA欧州選手権1988に出場し、同年6月14日に行われたグループリーグの西ドイツ代表戦を最後に代表から退いた。デンマーク代表での通算成績は国際Aマッチ69試合出場38得点。

## 引退後
引退後、1995年から1996年までデンマーク・スーペルリーガ所属のシルケボーIFで監督を務めた。
その後は解説者に転身し、ブライアン・ラウドルップらと共にUEFAチャンピオンズリーグの解説を務めている。

## 人物
プロ選手らしかぬ行動が話題を呼び人気のある選手であった。ヘビー･スモーカーであり、スピードカーの愛好家であった。スピード狂であり、自ら乗用車を街中で運転してもとてつもないスピードを出すことで知られていた。ハンス＝ペーター・ブリーゲルはラルセンとのドライブ後に「（彼の運転を）生き延びることができて良かった」と発言している。このようなドライビング技術から「クレージーホース」とのニックネームでも知られていた。

## タイトル

### クラブ
1.FCケルン
- ドイツ・ブンデスリーガ：1回 (1977-78)
- ドイツカップ：2回 (1976-77, 1977-78)

エラス・ヴェローナFC
- セリエA：1回 (1984-85)

### 個人
- デンマーク年間最優秀選手：1回 (1984)
- アディダス・ブロンズボール賞：1回 (1986)
- 20世紀の偉大なサッカー選手100人 98位（ワールドサッカー誌選出 1999）
- デンマークサッカー殿堂： (2010)[9]。